# Clare Boothe Luce

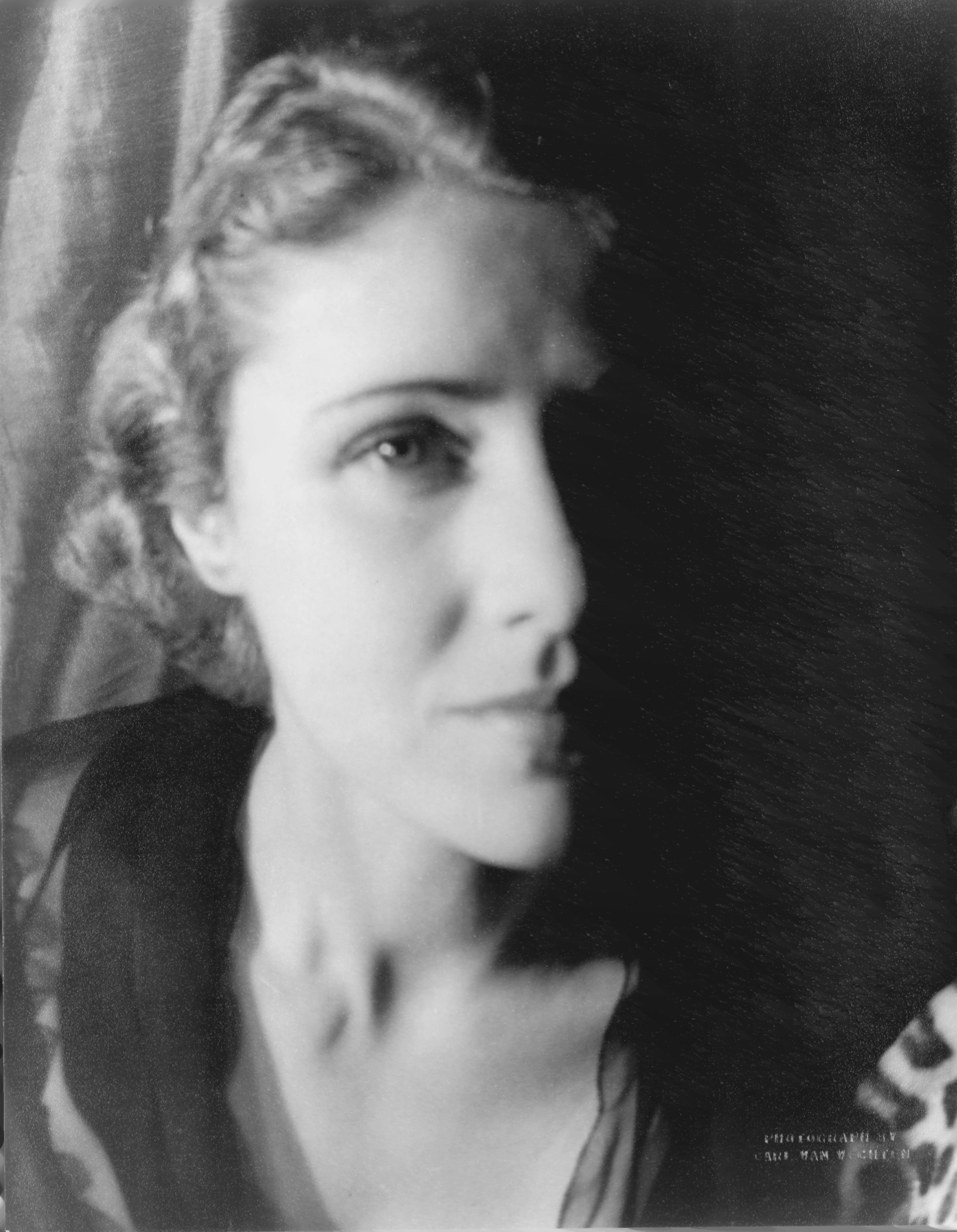
Clare Boothe Luce (1932)

Clare Boothe Luce (* 10. März 1903 in New York; † 9. Oktober 1987 in Washington, D.C.) war eine US-amerikanische Diplomatin, Schriftstellerin, Verlegerin und Politikerin. Die Republikanerin war von 1943 bis 1947 Kongressabgeordnete und von 1953 bis 1956 Botschafterin der Vereinigten Staaten in Italien.

## Biografie
Clare Boothe war die Tochter von Anna Clara Boothe (geborene Schneider) und William Franklin Boothe. Ihr Vater war Geiger und trennte sich 1912 von ihrer Mutter. Clare Boothe und ihr älterer Bruder David verbrachten die Kindheit an verschiedenen Orten in den Vereinigten Staaten: Memphis, Nashville, Chicago und Union City. Das Mädchen träumte davon, Schauspielerin zu werden. Sie spielte einige kleinere Rollen, engagierte sich kurz in der Frauenrechtsbewegung und heiratete 1923 den Millionenerben George Tuttle Brokaw, mit dem sie eine Tochter hatte, Ann Clare Brokaw (1924–1944). Clare ließ sich von dem Alkoholiker 1929 scheiden und nutzte die ihr dabei zugesprochene Abfindung, um Schriftstellerin zu werden. Darüber hinaus war sie als Zeitschrift Redakteurin bei der Vogue tätig. 1935 heiratete Clare Booth Brokaw in zweiter Ehe Henry Luce, den Verleger und Gründer der Zeitschriften Time und Life.

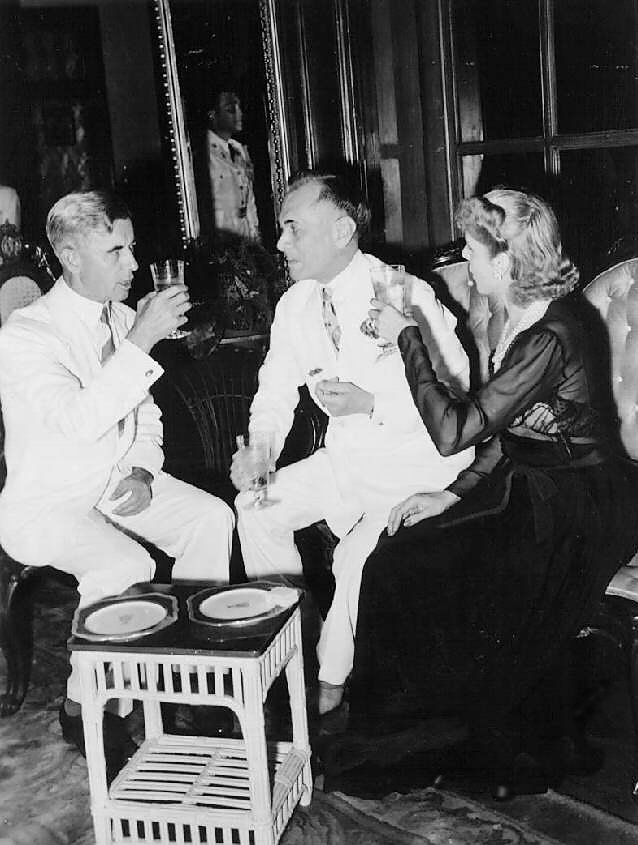
(v. l. n. r.) Admiral Thomas C. Hart, der philippinische Präsident Manuel Quezon und Clare Boothe Luce (Oktober 1941)

Ihre 1936 veröffentlichte sozialkritische Satire Die Frauen wurde in der Theatersaison 1936/37 insgesamt 666 Mal am Broadway aufgeführt und 1939 unter der Regie von George Cukor verfilmt. Danach erschienen 1938 Kiss the Boys Goodbye und 1940 European Spring.
1942 kandidierte sie als Vertreterin der Republikanischen Partei für ein Mandat im Repräsentantenhaus der Vereinigten Staaten. Nach der erfolgreichen Wahl war sie vom 3. Januar 1943 bis zum 3. Januar 1947 Abgeordnete des Repräsentantenhauses und vertrat dort den vierten Wahlbezirk des Staates Connecticut. Nach dem Tode ihrer Tochter bei einem Autounfall verzichtete sie auf eine erneute Kandidatur und konvertierte 1946 zum Katholizismus. Nachfolger als Abgeordneter wurde John Davis Lodge.
In einem Interview mit der Wochenzeitung The New Statesman vom 13. November 1943 erklärte sie, dass die indische Unabhängigkeit bedeute, dass „die USA den größten Weltkrieg um Demokratie gewonnen“ hätten. 1948 gehörte sie zu den Gründungsmitgliedern und -vorständen des American Committee for a United Europe, einer US-Organisation zur Förderung eines freien und vereinigten Europas. Es förderte aber auch die Blockbildung in Westeuropa mit dem Ziel einer europäischen Integration gegen den Ostblock.
1950 wurde sie für Come to the Stable (…und der Himmel lacht dazu) für den Oscar für die Beste Originalgeschichte nominiert.

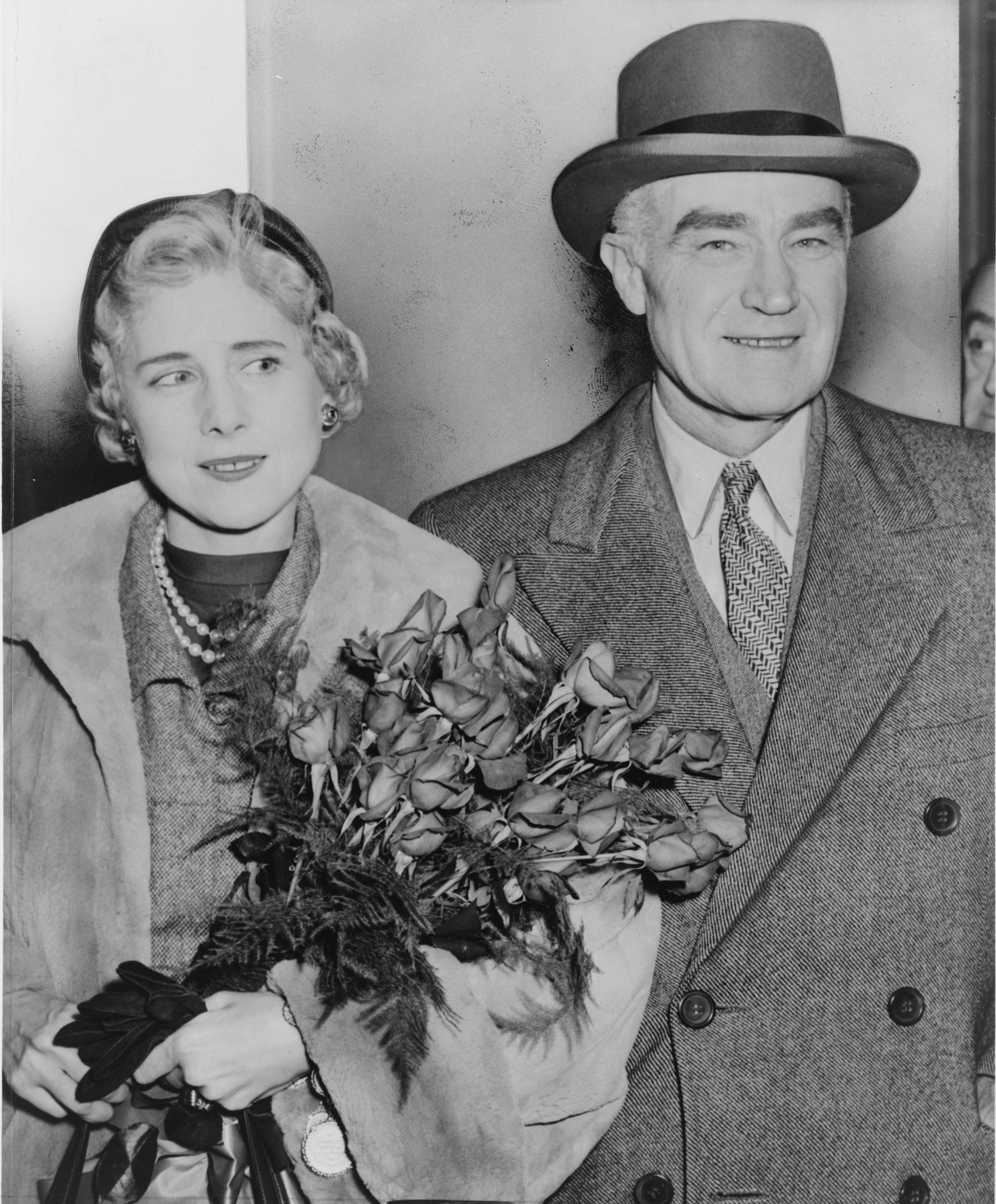
Clare Boothe Luce mit ihrem zweiten Ehemann Henry Luce (1954)

1952 kehrte sie in die Politik zurück und engagierte sich bei Frauenorganisationen für die Wahl von Dwight D. Eisenhower zum Präsidenten der Vereinigten Staaten. Dieser berief sie nach seiner Wahl 1953 zur US-Botschafterin in Italien und damit als erste Frau zur diplomatischen Vertreterin der Vereinigten Staaten bei einer europäischen Großmacht. Luce stand dabei im Verdacht, für die CIA zu agieren und die Democrazia Cristiana finanziell im Kampf gegen den Kommunismus zu unterstützen. Wegen Einmischung in die inneren Angelegenheiten Italiens wurde sie dort kritisiert, sie knüpfte allerdings auch Beziehungen zum Heiligen Stuhl. Während ihrer bis 1956 dauernden Amtszeit erkrankte sie an einer Arsenvergiftung wegen des Schimmelbefalls in Tapeten. Auf dem Höhepunkt des Kalten Krieges wurde zunächst eine Vergiftung durch gegnerische Geheimagenten vermutet. Ihre Nachfolge in Rom trat James David Zellerbach an.
Nach ihrer Rückkehr in die Vereinigten Staaten wurde sie vom US-Senat am 28. April 1959 als US-Botschafterin in Brasilien bestätigt, doch drei Tage später verzichtete sie auf dieses Amt. Fortan widmete sie sich neben der Schriftstellerei auch der Malerei. Zuletzt schrieb sie zusammen mit Ed Koch und William Rauch das Buch Mayor, das 1984 im Verlag Simon & Schuster erschien.
Luce blieb sehr involviert in politische Geschehnisse. Bis zu ihrem Tod war sie namhafte Antikommunistin und Republikanerin, die in allen Wahlkämpfen für die Kandidaten ihrer Partei auftrat und redete. Nach ihr ist die konservative Denkfabrik Clare Boothe Luce Policy Institute benannt.